# Veľké Bierovce
Veľké Bierovce este o comună slovacă, aflată în districtul Trenčín din regiunea Trenčín. Localitatea se află la altitudinea de 200 m deasupra n.m., se întinde pe o suprafață de 4,91 km2 și în 2017 număra 705 locuitori.

## Istoric
Localitatea Veľké Bierovce este atestată documentar din 1332.

## Demografie
| An:                | 1994 | 2004   | 2014    | 2024   |
| ------------------ | ---- | ------ | ------- | ------ |
| Număr de persoane: | 605  | 604    | 678     | 701    |
| Diferență:         |      | −0,16% | +12,25% | +3,39% |

| An:                | 2023 | 2024   |
| ------------------ | ---- | ------ |
| Număr de persoane: | 697  | 701    |
| Diferență:         |      | +0,57% |